# Scoparia emmetropis
Scoparia emmetropis là một loài bướm đêm trong họ Crambidae.